# Tharra emilyae
Tharra emilyae är en insektsart som beskrevs av Nielson 1992. Tharra emilyae ingår i släktet Tharra och familjen dvärgstritar. Inga underarter finns listade i Catalogue of Life.